# Massacre de Frankolovo
 (juillet 2017).

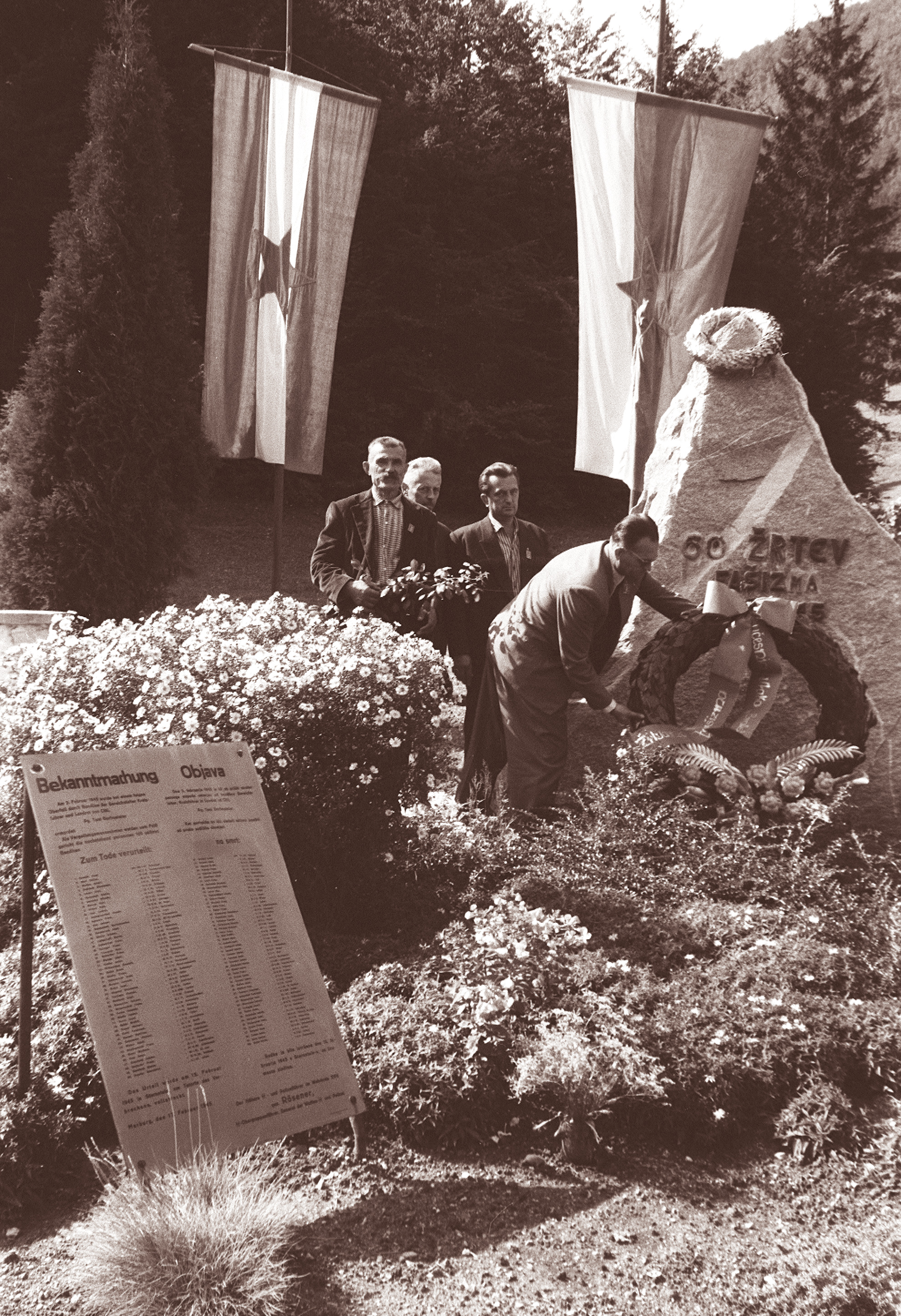
Commémoration au mémorial de Frankolovo en 1962.

Le massacre de Frankolovo est un crime de guerre perpétré au cours de la Seconde Guerre mondiale sur le territoire de l'actuelle Slovénie.
Le 12 février 1945, des membres de la Wehrmacht assassinent cent civils slovènes dans un secteur proche du village de Frankolovo (en).
Le crime est commis en représailles à une embuscade de partisans slovènes le 2 février 1945 contre un convoi de la police militaire allemande. Lors de cette attaque, un important officier politique nazi, Anton Dorfmeister, est mortellement blessé et décède le jour suivant à l'hôpital de Celje.
Les Nazis réunissent alors une centaine d'otages des prisons de Maribor, Celje et Trbovlje et les assassinent.